# Ruta nacional PE-22
La ruta nacional PE-22 (PE-22), denominata Carretera Central, è una via interna del Perù che parte dalla città di Lima e mette in comunicazione la capitale con le regioni centrali del Perù (Junín, Pasco, Huánuco, Huancavelica, Ayacucho, San Martín e Ucayali).

## Struttura[1]
La Carretera Central nasce dal tracciato urbano della città di Lima, trasformandosi in un'importante arteria della capitale ed intersecando la ruta nacional PE-1 (o Panamericana), che percorre tutta la costa peruviana.
Nella città di La Oroya ubicata nella provincia di Yauli, regione di Junín, interseca la Carretera Longitudinal de la Sierra che permette l'accesso alle regioni di Huancavelica ed Ayacucho (verso sud) e alle regioni di Pasco, Huanuco, Ucayali e San Martin (verso nord).
Dalla città di La Oroya, la ruta nacional PE-22 procede verso est alla volta di Tarma; al suo termine, presso la città di La Merced interseca la Carretera Longitudinal de la Selva che permette l'accesso alle province amazzoniche (regione di Junín e regione di Pasco: provincia di Chanchamayo, provincia di Satipo e provincia di Oxapampa).

## Condizioni
In generale è una strada asfaltata in buono stato. Tra i mesi di dicembre e marzo sono frequenti slittamenti di terra dovuti alle piogge intense. Il mantenimento della strada è a carico di Provías Nacional, organismo dipendente dal Ministero dei Trasporti e Comunicazioni del Perù.